# Xanthosoma riparium
Xanthosoma riparium är en kallaväxtart som beskrevs av Eduardo G. Gonçalves. Xanthosoma riparium ingår i släktet Xanthosoma och familjen kallaväxter. Inga underarter finns listade.